# Султан-Ахмад-хан II
Султан-Ахмад-хан II (Фулад-хан) — хан Могульского ханства (ок. 1630 — 1632, 1635—1638). Сын наследного принца Зийа ад-Дин Ахмад-султана (Тимур-султана), старшего сына Шуджа ад-Дин Ахмад-хана.

## Биография
В 1615 году назначен султаном Аксу. После смерти Абд ал-Латиф-хана I посажен амирами на ханский престол. Однако уже в 1632 году он был свергнут своим братом Султан-Махмуд-ханом II и вновь стал править в Аксу, где начал неудачную войну с Абдаллах-ханом Турфанским, в результате которой около 1635 года потерял Аксу и бежал к брату в Яркенд.
В 1635 году после смерти Султан-Махмуд-хана II был повторно провозглашен ханом. Вскоре он разгромил в местности Тургай войска Абдаллах-хана Турфанского, шедшие на Кашгар. Однако, несмотря на этот успех, авторитет хана неуклонно падал, поскольку, по утверждению Шах-Махмуда Чураса, он «был мужем слабым и неблагоразумным, войско и подданные питали к нему отвращение». Вскоре мирза Шах-Мансур-бек и мирза 'Абд ас-Саттар-бек отложились от него в Хотане и передали город Абдаллах-хану. На сторону Турфанского хана перешли ишан Ходжа Шади и множество других влиятельных амиров.
В 1636 году Султан-Ахмад-хан II бежит в Мавераннахр, а Абдаллах-хан занимает Кашгар. Через некоторое время Султан-Ахмад-хан II выступил из Мавераннахра во главе 70-тысячного узбекского войска, полученного от Имам-Кули-хана, однако при попытке захватить Андижан в 1638 году был убит, а узбекское войско вернулось в Мавераннахр. В это же время Абдаллах-хан занял Яркенд и вступил на ханский престол.